# Bosko at the Zoo
Pour plus de détails, voir Fiche technique et Distribution.
Bosko at the Zoo est un dessin animé américain réalisé par Hugh Harman, produit par la Warner Bros. Pictures, dans la série des Bosko (Looney Tunes), sorti en 1932.
Il a été réalisé par Hugh Harman et produit par Hugh Harman et Rudolf Ising. De plus, Leon Schlesinger est crédité comme producteur associé.

## Synopsis
Bosko et Honey vont au zoo. Honey est effrayée par le lion, mais c'est Bosko qui se retrouve en danger...

## Fiche technique
- Titre original : Bosko at the Zoo
- Titre en français : Bosko au zoo
- Réalisation : Hugh Harman
- Producteurs : Hugh Harman, Rudolf Ising et Leon Schlesinger
- Musique : Frank Marsales
- Production : Leon Schlesinger Studios
- Distribution : Warner Bros. Pictures
- Format : Noir et blanc - son mono - 1,37:1 - 35 m - procédé cinématographique : sphérique
- Pays de production : États-Unis
- Langue : Anglais
- Genre : Court métrage de dessin animé comique
- Durée : 7 minutes
- Longueur : 200 mètres (une bobine)
- Date de sortie : 
  - États-Unis : 9 janvier 1932
- Licence : Domaine public[1]

## Musiques du film
- Ta-Ra-Ra-Boom-De-Ay, chanson populaire
- Shave and a Haircut, air traditionnel